# 瘦銀漢魚屬
瘦銀漢魚屬為輻鰭魚綱銀漢魚目銀漢魚科的其中一屬。

## 分類
- 短吻瘦銀漢魚(Leptatherina presbyteroides)
- 沃氏瘦銀漢魚(Leptatherina wallacei)

## 扩展阅读
- 維基物種上的相關：瘦銀漢魚屬